# Juncus ernesti-barrosi
Juncus ernesti-barrosi är en tågväxtart som beskrevs av Manuel Barros. Juncus ernesti-barrosi ingår i släktet tåg, och familjen tågväxter. Inga underarter finns listade i Catalogue of Life.